# Anzhou
Anzhou (kinesiska: 安洲, 安洲街道) är ett stadsdelsdistrikt i Kina. Den ligger i Xianju i provinsen Zhejiang, i den östra delen av landet, omkring 160 kilometer söder om provinshuvudstaden Hangzhou. Antalet invånare är 39 055. Befolkningen består av 19 123 kvinnor och 19 932 män. Barn under 15 år utgör 18,0 %, vuxna 15-64 år 73 %, och äldre över 65 år 7,0 %.
Runt Anzhou är det ganska tätbefolkat, med 166 invånare per kvadratkilometer. Närmaste större samhälle är Xianju, 2,9 km sydost om Anzhou. Runt Anzhou är det i huvudsak tätbebyggt.
Genomsnittlig årsnederbörd är 2 402 millimeter. Den regnigaste månaden är juni, med i genomsnitt 411 mm nederbörd, och den torraste är januari, med 67 mm nederbörd.